# Мурла
Мурла (валенс. Murla, ісп. Murla) — муніципалітет в Іспанії, у складі автономної спільноти Валенсія, у провінції Аліканте. Населення — 540 осіб (2022).

## Географія
Муніципалітет розташований на відстані близько 360 км на південний схід від Мадрида, 60 км на північний схід від Аліканте.

## Демографія
Динаміка населення (INE ):

## Галерея зображень

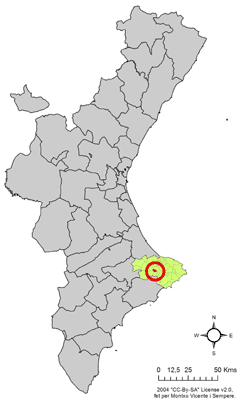
Розташування муніципалітету Мурла у автономній спільноті Валенсія
Розташування муніципалітету Мурла у комарці Маріна-Альта